# Dromius schneideri
De dromius schneideri (Dromius schneideri) is een keversoort uit de familie van de loopkevers (Carabidae). De wetenschappelijke naam van de soort werd in 1871 gepubliceerd door George Robert Crotch.